# Хорватський національний театр імені Івана Зайца
Хорватський національний театр імені Івана Зайца (хорв. Hrvatsko narodno kazalište Ivana pl. Zajca u Rijeci; відомою є також абревіатура HNK Rijeka) — національний театр у великому хорватському місті Рієці, значний міський і регіональний (Далмація) культурний осередок. Має ім'я композитора, диригента і педагога уродженця Рієки Івана Зайца.

## Історія
Перший театр у Рієці з'явився ще в 1765 році. У 1805 році архітектор Андрія Людевит Адаміч (Andrija Ljudevit Adamić) побудував нову будівлю театру.
У 1883 році міська влада Рієки замовила відомому своїми роботами у всій Європі Бюро Фельнер & Гельмер здійснити модернізацію театрального приміщення, після якої рієцький театр під назвою Міський (комунальний) театр (італ. Teatro comunale) був відкритий 3 жовтня 1885 року.
У 1913 році заклад дістав ім'я на честь славетного італійського композитора Джузеппе Верді — італ. Teatro comunale Giuseppe Verdi. Відтоді театральний заклад працював на постійній основі, тобто діяла власна трупа. Однак за весь цей час 3 десятиліть (1913—1943), за винятком періоду Другої світової війни, попри історичні перипетії даючи класичні оперні та драматичні вистави, зі сцени рієцького театру лунала винятково італійська мова і жодного разу хорватська.
Після визволення Рієки (включення до складу Хорватії, 4 травня 1945 року) вже 10 травня зі сцени театру Дж. Верді залунала хорватська мова — першим промовцем був керівник самодіяльного театру д. Джуро Рошич (dr. Đuro Rošić), вже потому симфонічний оркестр заграв гімн Хорватії, були виконані сольні виступи, молодіжний хор заспівав хорватські патріотичні і бойові пісні. Відтоді відбувався бурхливий розвиток нового театру опери, драми і балету — у Рієці. Ядром хорватської драматичної трупи стало об'єднання театральних труп «Цар Нікола» (Nikola Car) і «Отокар Кершований» (Otokar Keršovani), з італійської трупи Filodrammatica fiumana постала італійська драма і класична опера, а музичний симфонічний оркестр став основою оркестру майбутніх опери та балету. Адміністрація докладала значних зусиль для створення хорватського театру в Рієці — за взірцем Національного театру в Загребі та міських театрів по інших містах країни. Відтак 4 січня 1946 року в Рієці офіційно постав міський театр з драмою: хорватською та італійською, оперою та балетом, а від травня у закладі з'явився перший директор — Дж. Рошич.
20 жовтня 1946 року відкрився перший театральний сезон Рієцького театру — прем'єрою драми «Дубравка» (Dubravka) І. Гундулича (у постановці Марка Фотеза / Marko Fotez), і це була перша вистава хорватською мовою, а 2 листопада того ж року — у Рієці давали першу хорватомовну оперу Нікола Шубіч-Зринський (Nikola Šubić Zrinjski) І. Зайца.
У 1953 році Рієцькому театрові було присвоєно ім'я хорватського композитора, диригента і педагога уродженця Рієки Івана Зайца (1832—1914).
Від 1991 року (з незалежністю Хорватії) театр імені Івана Зайца у Рієці дістав статусу національного (на той час один з 4-х таких у країні).